# Jagdstaffel 77

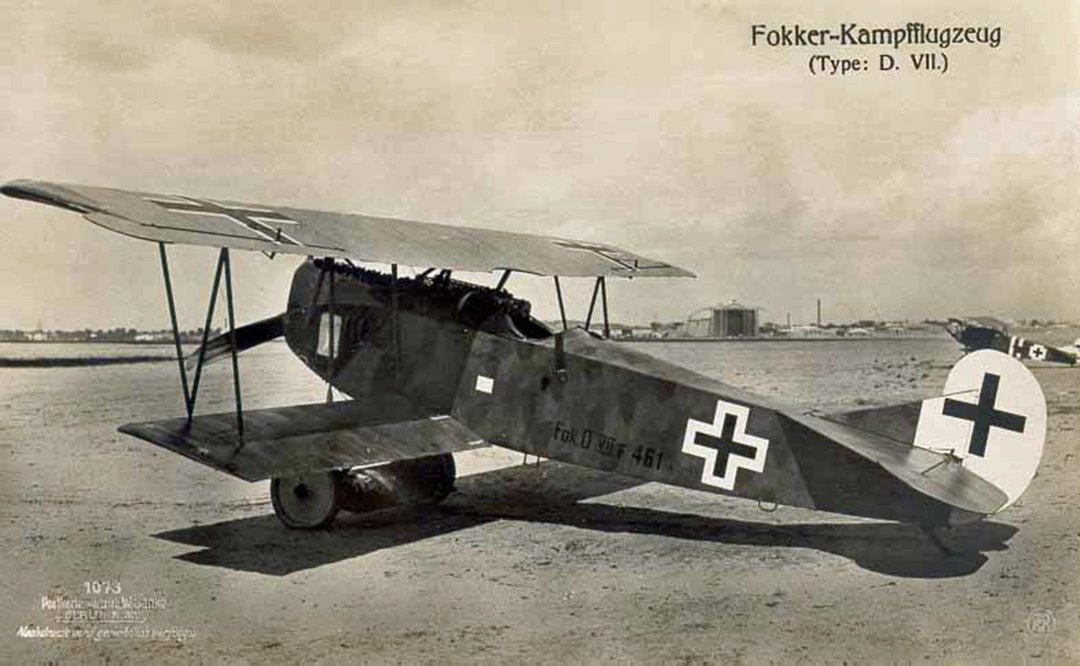
Fokker D.VII – podstawowy samolot Jasta 77.

Jagdstaffel 77 – Bayerische Jagdstaffel Nr. 77 – Jasta 77b – jednostka lotnictwa niemieckiego Luftstreitkräfte z okresu I wojny światowej.

## Informacje ogólne
Jednostka została utworzona w 25 listopada 1917 roku we Fliegerersatz Abteilung Nr. 1b. Organizację eskadry powierzono porucznikowi Otto Deindl przybyłemu z eskadry myśliwskiej Jagdstaffel 1.
2 grudnia 1917 roku została przeniesiona do Habsheim ui przydzielona pod dowództwo Kommandeur der Flieger Armii B.
Pierwsze zwycięstwo 5 stycznia 1918 roku odniósł późniejszy dowódca jednostki Walter Ewers.
W całym okresie swojej działalności operowała na froncie zachodnim. Eskadra walczyła przede wszystkim na samolotach Albatros D.III, Albatros D.V i Fokker D.VII. Odniosła 28 potwierdzonych zwycięstw powietrznych, w tym 3 balony obserwacyjne. Straty jednostki wynosiły 4 zabitych, 1 ranny, 1 w niewoli, 3 rannych i 1 zabity w wypadku lotniczym.
Przez jej skład przeszły następujące asy myśliwskie: Max Gossner (6), Walter Ewers (6), Bernhard Ultsch (4), Rudolf Stark (1).

## Dowódcy Eskadry
| Stopień      | Nazwisko        | Okres                   |
| ------------ | --------------- | ----------------------- |
| Porucznik    | Otto Deindl     | 25.11.1917 – 21.01.1918 |
| Porucznik    | Walter Ewers    | 21.01.1918 – 15.05.1918 |
| Porucznik    | Amandus Rostock | 15.05.1918 – 24.05.1918 |
| Podporucznik | Rudolf Stark    | 24.05.1918 – 7.06.1918  |
| Podporucznik | Otto Fusch      | 7.06.1918 – 10.07.1918  |
| Podporucznik | Max Gossner     | 10.07.1918 – 11.11.1918 |